# Foreurs de Val-d'Or
 (décembre 2022).
Les Foreurs de Val-d'Or sont une franchise de hockey sur glace évoluant dans la Ligue de hockey junior Maritimes Québec depuis la saison 1993-1994.

## Histoire
Membres de la Ligue canadienne de hockey, les Foreurs se sont qualifiés pour le tournoi de la Coupe Memorial en 1998, 2001 et 2014. Lors de sa participation au tournoi de 2001, l'équipe fut défaite en finale face aux Rebels de Red Deer. Ils ont atteint la finale de la coupe du Président pour une troisième fois en 2006 - 2007, mais ils ont été défaits par les Maineiacs de Lewiston. Le 5 octobre 2007 contre les Olympiques de Gatineau, l'équipe dispute son 1000e match de saison régulière pour un bilan de 439 victoires, 492 défaites et 69 matchs nuls.
Depuis août 2012, le club de hockey, Les Foreurs de Val-d'Or, appartient à un groupe de gens d'affaires de Val-d'Or.

## Entraîneurs
Depuis 1993, 12 entraîneurs se sont succédé à la tête de l'équipe :
- 1993-1994 : Pierre Aubry
- 1994-1995 : Norman Flynn
- 1995-1998 : Richard Martel
- 1997-1999 : Gaston Therrien
- 1999-2000 : Serge Trépanier
- 2000-2006 : Claude Bouchard
- 2005-2009 : Éric Lavigne
- 2009-2012 : Marc-André Dumont
- 2012-2018 : Mario Durocher
- 2018-2020 : Pascal Rhéaume
- 2020-2021 : Daniel Renaud
- Depuis 2021 : Maxime Desruisseaux

## Statistiques
| No | Saison    | PJ | V  | D  | N  | DP | DTB | BP  | BC  | Pts | Classement                     | Séries éliminatoires            | Entraîneur                         |
| -- | --------- | -- | -- | -- | -- | -- | --- | --- | --- | --- | ------------------------------ | ------------------------------- | ---------------------------------- |
| 1  | 1993-1994 | 72 | 17 | 54 | 1  | -  | -   | 254 | 397 | 35  | 7e de la division Robert-Lebel | Non qualifié                    | Pierre Aubry                       |
| 2  | 1994-1995 | 72 | 21 | 49 | 2  | -  | -   | 232 | 341 | 44  | 6e de la division Robert-Lebel | Non qualifié                    | Pierre Aubry / Normand Flynn       |
| 3  | 1995-1996 | 70 | 39 | 24 | 7  | -  | -   | 302 | 244 | 85  | 3e de la division Robert-Lebel | Quart de finale                 | Richard Martel                     |
| 4  | 1996-1997 | 70 | 40 | 28 | 2  | -  | -   | 268 | 230 | 82  | 3e de la division Robert-Lebel | Demi-finale                     | Richard Martel                     |
| 5  | 1997-1998 | 70 | 37 | 26 | 7  | -  | -   | 263 | 228 | 81  | 4e de la division Robert-Lebel | Coupe du Président              | Richard Martel / Gaston Therrien   |
| 6  | 1998-1999 | 70 | 30 | 35 | 5  | -  | -   | 312 | 319 | 65  | 5e de la division Robert-Lebel | Huitième de finale              | Gaston Therrien                    |
| 7  | 1999-2000 | 72 | 19 | 41 | 7  | 5  | -   | 244 | 267 | 50  | 4e de la division Ouest        | Non qualifié                    | Serge Trépanier                    |
| 8  | 2000-2001 | 72 | 46 | 17 | 7  | 2  | -   | 369 | 235 | 101 | 1er de la division Ouest       | Champion                        | Claude Bouchard                    |
| 9  | 2001-2002 | 72 | 28 | 35 | 5  | 4  | -   | 230 | 257 | 65  | 2e de la division Ouest        | Huitième de finale              | Claude Bouchard                    |
| 10 | 2002-2003 | 72 | 39 | 23 | 6  | 4  | -   | 241 | 221 | 88  | 1er de la division Ouest       | Demi-finale                     | Claude Bouchard                    |
| 11 | 2003-2004 | 70 | 29 | 29 | 10 | 2  | -   | 213 | 222 | 70  | 4e de la division Ouest        | Huitième de finale              | Claude Bouchard                    |
| 12 | 2004-2005 | 70 | 21 | 37 | 10 | 2  | -   | 189 | 236 | 54  | 6e de la division Ouest        | Non qualifié                    | Claude Bouchard                    |
| 13 | 2005-2006 | 70 | 28 | 39 | -  | 1  | 2   | 244 | 298 | 59  | 8e de la division Ouest        | Huitième de finale              | Claude Bouchard / Éric Lavigne     |
| 14 | 2006-2007 | 70 | 41 | 23 | -  | 4  | 2   | 280 | 231 | 88  | 1er de la division Telus       | Finale                          | Éric Lavigne                       |
| 15 | 2007-2008 | 70 | 27 | 34 | -  | 3  | 6   | 203 | 264 | 63  | 8e de la division Telus        | Huitième de finale              | Éric Lavigne                       |
| 16 | 2008-2009 | 68 | 19 | 41 | -  | 3  | 5   | 206 | 293 | 46  | 4e de la division Telus Ouest  | Non qualifié                    | Éric Lavigne                       |
| 17 | 2009-2010 | 68 | 22 | 38 | -  | 6  | 2   | 202 | 296 | 52  | 4e de la division Telus Ouest  | Huitième de finale              | Marc-André Dumont                  |
| 18 | 2010-2011 | 68 | 25 | 34 | -  | 5  | 4   | 208 | 263 | 59  | 5e de la division Telus Ouest  | Huitième de finale              | Marc-André Dumont                  |
| 19 | 2011-2012 | 68 | 31 | 32 | -  | 0  | 5   | 224 | 261 | 67  | 2e de la division Telus Ouest  | Huitième de finale              | Marc-André Dumont                  |
| 20 | 2012-2013 | 68 | 35 | 27 | -  | 0  | 6   | 276 | 254 | 76  | 4e de la division Telus Ouest  | Quart de finale                 | Marc-André Dumont / Mario Durocher |
| 21 | 2013-2014 | 68 | 46 | 20 | -  | 1  | 1   | 306 | 213 | 94  | 1er de la division Telus Ouest | Champion                        | Mario Durocher                     |
| 22 | 2014-2015 | 68 | 35 | 25 | -  | 3  | 5   | 283 | 266 | 78  | 2e de la division Ouest        | Demi-finale                     | Mario Durocher                     |
| 23 | 2015-2016 | 68 | 49 | 15 | -  | 3  | 1   | 293 | 197 | 102 | 2e de la division Ouest        | Huitième de finale              | Mario Durocher                     |
| 24 | 2016-2017 | 68 | 28 | 35 | -  | 3  | 2   | 210 | 265 | 61  | 5e de la division Ouest        | Quart de finale                 | Mario Durocher                     |
| 25 | 2017-2018 | 68 | 19 | 42 | -  | 5  | 2   | 172 | 308 | 45  | 6e de la division Ouest        | Huitième de finale              | Mario Durocher / Pascal Daoust     |
| 26 | 2018-2019 | 68 | 25 | 36 | -  | 4  | 3   | 186 | 283 | 57  | 2e de la division Ouest        | Huitième de finale              | Pascal Daoust                      |
| 27 | 2019-2020 | 63 | 26 | 30 | -  | 5  | 2   | 207 | 247 | 59  | 3e de la division Ouest        | Séries annulées                 | Pascal Daoust                      |
| 28 | 2020-2021 | 36 | 29 | 3  | -  | 2  | 2   | 226 | 264 | 59  | 1re de la division Ouest       | Finale de la Coupe de Président | Daniel Renaud                      |
| 29 | 2021-2022 | 68 | 26 | 35 | -  | 6  | 1   | 141 | 78  | 62  | 4e de la division Ouest        | Huitième de finale              | Maxime Desruisseaux                |
| 30 | 2022-2023 | 68 | 24 | 40 | -  | 2  | 2   | 223 | 301 | 52  | 4e de la division Ouest        | Non qualifié                    | Maxime Desruisseaux                |

## Chandails retirés
Cinq anciens joueurs des Foreurs et un des bâtisseurs ont vu leur « numéro retiré » par l'organisation :
- 1 Roberto Luongo
- 22 Steve Bégin
- 22 Simon Gamache
- 25 Stéphane Roy
- 93 Jean-Claude Babin - Bâtisseur des Foreurs
- 96 Jean-Pierre Dumont

## Logos successifs

Premier logo, de 1993 à 2007
Logo utilisé de 2007 à 2011
Logo actuel